# Zmiana biegu rzeki Arno
Zmiana biegu rzeki Arno – projekt inżynierski tworzony latach w 1503–1504 przez włoskiego artystę renesansowego Leonarda da Vinci na zlecenie rządu Republiki Florenckiej.

## Powstanie pomysłu
Pomysł regulacji Arno po raz pierwszy pojawił się w 1347 roku. Piza, którą Piero de'Medici oddał w 1494 roku Francuzom, w 1495 roku po ich wycofaniu się z Włoch ogłosiła niepodległość. Zabiegi florentczyków, by odzyskać miasto były bezskuteczne. Piza mogła się bronić w nieskończoność dopóki przez port u ujścia Arno docierały do nich zapasy. Wymyślono pomysł zmiany biegu rzeki, by odciąć mieszkańców miasta od dostaw żywności i zapasów.
W rzeczywistości chodziło o dwa osobne projekty. Pierwszy miał na celu zmianę koryta w dolnym odcinku rzeki, by odciąć wrogiemu miastu Pizie dostęp do morza. Drugi zakładał regulację rzeki na zachód od Florencji, by stała się tam możliwa żegluga. W wyniku bystrzy między Signą a Montelupo, oraz płytkiego, krętego i zamulonego odcinka do Piza rzeka 10 mil na zachód od Florencji nie nadawała się do żeglugi. Wzmagania o uzyskanie dostępu do morza nasilił się po dotarciu do Włoch informacji o sukcesie pierwszej wyprawy morskiej Krzysztofa Kolumba.
W projekt zaangażował się także Niccolò Machiavelli, doradca Piero Soderiniego w sprawach polityki i wojskowości. Był świadkiem pracy Leonarda jako inżyniera dla Cezara Borgii. Wówczas poznał go przebywając w twierdzy Imoli. Sam Leonardo myślał nad regulacją rzeki co najmniej od początku lat 90. XV wieku.

## Tworzenie projektu
19 czerwca wojska florenckie zajęły twierdzę La Verruca, pagórek widoczny na południowych stokach Wzgórz Pizańskich, skąd rozciąga się widok na równinę w dolnym biegu Arno. 21 czerwca Leonardo przybył do zdobytej twierdzy i opracował plan jej wzmocnienia. 22 lipca ponownie przybył do tej okolicy, by sporządzić szkic zmiany biegu rzeki. Podczas owych wypraw i pomiarów towarzyszem oraz pomocnikiem Leonarda był Giovanni Piffero.
Z badań Leonarda wynikało, że należy skierować rzekę na południe, do mokradeł pod Livorno, zwanych Stagno. Bieg wody miały odwrócić jazy na kanale długości 1 mili i 16 braccia (ok. 10 metrów) rozwidlającym się na dwa mniejsze. Rzeka od ujścia kanału była oddalona od Stagno o ok. 12 mil. Trzeba było wykopać rowy i wykopać z nich ok. miliona ton ziemi. W jednym z najwcześniejszych studiów efektywności pracy obliczył, ile ziemi może przerzucić robotnik. Ponieważ kanały miały być bardzo głębokie Leonardo oszacował, że potrzeba czternastu robotników, by przenieśli wiadro piachu z dna na górę. Według obliczeń prace trwałyby 54 tys. roboczodni. Rachunki Leonarda stanowią jeden z pierwszych w historii studium efektywności pracy. Aby przyspieszyć realizację zadania, zaprojektował specjalne maszyny, m.in. żuraw  do budowy kanału.

## Realizacja planów
20 sierpnia 1504 roku zaczęto kopać kanał Arno-Stagno. Zatrudniono ok. 2 tys. robotników. Leonardo nie brał czynnego udziału w pracach. Przebieg prac koordynował inżynier Colombino. Zmodyfikował plan Leonarda, zrezygnował z budowę maszyny dźwigowej. Pracę rozpoczęto od wyburzenia wieży w Fagiano, z której pozyskano materiał na tamę. Leonardo konsultował z Machiavellim błędy popełniane przez kierownika budowy. Machiavelli napisał do inżyniera list, gdzie wyraził swoje zaniepokojenie łożyskiem kanału, które było płytsze od łożyska Arno. Colombino zignorował ostrzeżenie.
Na początku października 1504 roku podczas burzy zostały zniszczone łodzie strzegące wylotów kanałów. W wyniku katastrofy zginęło osiemdziesiąt osób. Ponadto w czasie burzy osunęły się ściany wykopów. Woda zalała gospodarstwa w dolinie. Budowę kanału zaprzestano w połowie października. Według relacji asystenta Machiavellego Biagia Buonacorsiego projekt okazał się czasochłonny, kosztowny i nieopłacalny. Woda płynęła kanałami wyłącznie z powodu wylania rzeki. Koszt inwestycji wyniósł co najmniej 7 tys. dukatów. Większość kosztów poszło na opłacenie robotników i żołnierzy chroniących budowę przed pizańczykami. Po wycofaniu się wojsk florenckich pizańczycy zasypali kanał.
Obecnie wzdłuż trasy kanału przebiega autostrada A11, łącząca Florencję z Pizą.